# Vegas
Vegas var en musikgrupp bestående av David A. Stewart (Eurythmics & Spiritual Cowboys) och Terry Hall (The Specials och Fun Boy Three). 
Vegas gav ut ett album 1992 som i sin tur genererade tre singlar: "Possessed", "Walk into the wind" och "She" (en cover på Charles Aznavours sång). Bidragande musiker var Olle Romo och Manu Guiot.

## Diskografi
Studioalbum
- Vegas (1992)

Singlar
- "Possessed" (1992)
- "She" (1992)
- "Walk into the Wind" (1993)